# Мартукски район
Мартукски район (на казахски: Мәртөк ауданы) е съставна част на Актобенска област, Казахстан, с обща площ 6471 км2 и население от 29 838 души (по приблизителна оценка към 1 януари 2020 г.).
Административен център е село Мартук.